# Borota
Borota este un sat în districtul Jánoshalma, județul Bács-Kiskun, Ungaria, având o populație de 1.468 de locuitori (2011). 

## Demografie
Componența etnică a satului Borota
     Maghiari (97,3%)
     Germani (1,43%)
     Necunoscut (0,34%)
     Alții (0,93%)
Componența confesională a satului Borota
     Romano-catolici (58,99%)
     Fără religie (5,52%)
     Reformați (1,02%)
     Necunoscută (33,51%)
     Alte religii (2,11%)
Conform recensământului din 2011, satul Borota avea 1.468 de locuitori. Din punct de vedere etnic, majoritatea locuitorilor (97,3%) erau maghiari, cu o minoritate de germani (1,43%). Apartenența etnică nu este cunoscută în cazul a 0,34% din locuitori.  Din punct de vedere confesional, majoritatea locuitorilor (58,99%) erau romano-catolici, existând și minorități de persoane fără religie (5,52%) și reformați (1,02%). Pentru 33,51% din locuitori nu este cunoscută apartenența confesională.